# Российский сельсовет (Красноярский край)
Российский сельсовет - сельское поселение в Большемуртинском районе Красноярского края.
Административный центр - село Российка.

## Население
| 2010 | 2012  | 2013  | 2014  | 2015  | 2016  | 2017  |
| ---- | ----- | ----- | ----- | ----- | ----- | ----- |
| 1055 | ↘1049 | ↘1041 | ↗1062 | ↘1053 | ↘1044 | ↘1010 |

## Состав сельского поселения
В состав сельского поселения входят 4 населённых пункта:
| № | Населённый пункт | Тип населённого пункта       | Население |
| - | ---------------- | ---------------------------- | --------- |
| 1 | Большой Кантат   | деревня                      | 285       |
| 2 | Минск            | деревня                      | 84        |
| 3 | Пристань         | деревня                      | 1         |
| 4 | Российка         | село, административный центр | 685       |

## Местное самоуправление
Российский сельский Совет депутатов
Дата избрания14.03.2010. Срок полномочий: 5 лет. Количество депутатов: 10
Глава муниципального образования
- Борисенко Федор Владимирович. Дата избрания: 14.03.2010. Срок полномочий: 5 лет